# Лариса Аргоська
Лариса Аргоська (грец. Λάρισα, також Κάστρο Λάρισα, «Замок Лариса») — древній та середньовічний акрополь Аргоса, розташований на високому скелястому пагорбі (289 м.), в межах міста. Вершину займають руїни візантійсько-венеційського замку.

## Історія

### Стародавні часи
У мікенські часи головне поселення та храм знаходилися на пагорбі Аспіс, на північ від Лариси. Східний схил Лариси та рівнинна земля на його сході були заселені дорійцями в бронзову добу, а їх поселення та храм стали ядром древнього Аргоса.
Довгі мури, аналогічні афінським, що з'єднувались з Нафпліон, збудовані приблизно в 421 році до н.е. та зруйновані під час атаки спартанців.
Стіни, які з'єднували  цитаделі на Ларисі та Аспісі, побудовані пізніше. Далі стіни простягалися навколо акрополів по східних схилах щоб охопити древнє місто. В кожному з основних напрямів були ворота: ворота Дейраса на заході (по дорозі на Мантінею); Немейські ворота на північ по дорозі до Немеї; Елейтуайська брама до Герайону Аргоса та Епідавра та Ворота Кілабріса по дорозі до Нафпліона на схід; і ворота на південь, що вели до Тегеї. Стіни оточували лише важливі частини древнього міста і не намагалися дістатися до моря в районі Нафпліона, як попередні довгі стіни, простягаючи максимум лише 300 метрів на схід від Лариси, перш ніж повернути на північ, щоб врешті-решт завершити свій контур у Аспісі.
До ІІ століття до н.е., Аргос та Ахейський союз були союзниками з Філіпом V Македонським, який був спочатку противником, а потім союзником Риму. Жителі Агросу були розділені у ставленні до римлян. У 198 р. до н. е. Філіп зустрівся з представниками Ахейської ліги, щоб домовитись про повернення Аргоса та Коринфа під ахейський контроль, але натомість вирішив віддати  місто Набісу царю-тирану Спарти, який тоді захопив Ларису та Аспіс. Багатьох аристократів міста він відправив у заслання або до Спарти як заручників. Тоді з ахейцями з'язався римський полководець Тит Квінкцій Фламінін, який вже пообіцяв віддати обидва міста ахейцям, якщо він переможе Філіпа. Після поразки Філіпа в битві при Кіноскефалах, Фламінін рушив до своєї армії, щоб з'єднатися з ахейськими військами  після чого вони обложили Аргос. Набіс укріпив обидві цитаделі. Після початку битви Фламінін чекав біля стін, щоб побачити, чи жителі міста підняли повстання проти Набіса; коли вони цього не зробили, він переконав своїх грецьких союзників піти на південь, аби напасти на Спарту, оскільки спартанці були джерелом конфлікту. Врешті-решт цей крок змусив Набіса здати Аргос ахейцям. Римляни спочатку окупували і Ларису, і Аспіс, але Фламінін стримав своє слово і вивів в  194 р. до н.е римські війська з них і з Акрокоринфа.
Лариса була захоплена остготами під правлінням Аларіха I в 395 р. Багатьох з жителів міста було продано в рабство.

### Середньовіччя
Новий замок на території акрополя було засновано візантійцями у XII столітті. У 1203 році його захопив  архонт Нафпліона Леон Сгурос, після смерті якого ним керував Теодорос Анжелос. У 1212 році його захопив хрестоносець Жоффрей де Віллардуен. Далі замок був переданий Афінському герцогу Отто де ла Рошу в обмін на військову допомогу, ставши однією з головних укріплень об'єднання Аргоса і Нафпліона. У XIV столітті замок був відремонтований.
У 1388 році Аргос і Нафпліон були продані  Венеційській республіці. Перш ніж Венеція змогла взяти їх під контроль, деспот Мореї Феодор I Палеолог та його союзник та тесть Неріо I Аччаюолі захопив  їх за допомогою османської армії під проводом Евреноса. Хоча венеційці швидко змогли витіснити Неріо з Нафпліона, Аргос залишився в руках Федора шість років. У 1393 р. Федора, разом з іншими візантійськими та сербськими васалами, викликав до Сера османський султан Баєзид І. Після того, як інші васали поскаржилися на поведінку Федора у використанні албанських найманців, для захоплення Аргоса та інших місць на Пелопоннесі, Баєзід наказав Феодору супроводжував його у військовій експедиції у Фессалії та віддати Аргос та Монемвасію під контроль османів. Феодор підкорився, але пізніше зумів повернути Монемвасію, але погодився продати Аргос венеційцям, які заволоділи ним 11 червня 1394 р. Через рік місто Аргос було захоплено військами османами після битви при Нікополі, після його пограбування вони відступили. Аргос і Лариса залишилися у руках венеційців до тих пір, поки їх знову не завоювали османи під час  Першої османсько - венеційської війни 1463 року. Османи володіли замком у XV - початку XIX   століть за винятком 1686-1715 років, коли Замок був під контролем венеційців, захоплений  Франческо Морозіні.  Близько 1700 р. внаслідок вибуху була зруйнована центральна циліндрична башта замку, яка використовувалась як склад пороху, а на її місці побудували бастіон, збережений донині.
У 1821 р. під час грецької революції замок був захоплений Деметріосом Іпсіланті, проте це зіграло жодної ролі в наступних військових діях.

## Архітектура
Замок складався з цитаделі на вершині та стін, укріплених вежами  по периметру. В замку можна знайти кладку різних періодів. У XV столітті з розвитком артилерії замок укріпили циліндричними бастіонами, в яких були цистерни для води. Також була споруджена перегородка, яка відокремлювала південну секцію зовнішньої частини замку, збільшено висоту стін, перекриті ворота, побудовані у візантійські часи, та збудовані нові далі на західній частині стін, в південно-західному куті цитаделі була збудована циліндрична центральна вежа (зруйнована вибухом пороху). У XV столітті замок вважався одним з найпотужніших на Пелопонесі.
У XVI столітті на південь від воріт цитаделі був доданий ще одни мур, який перегороджував простір замку, що створило внутрішнє подвір’я. На східному краю цього муру споруджений проїзд із подвійними воротами.

## Відновлення і сьогодення
Розкопки замку почалися на початку  XX століття Вільгельмом Волграффом та в основному стосувалися дослідженню його інтер'єру. Фундамент замку було укріплено. Зовнішні укріплення та брама були укріплені 25-м Ефоратом візантійських старожитностей.
На сьогодні збереглися сам замок, зубчасті  зовнішні стіни з баштами різної форми (квадратні, круглі, трикутні та восьмикутні), а також невелика візантійська церква на івночі внутрішніх укріалень.

## Галерея

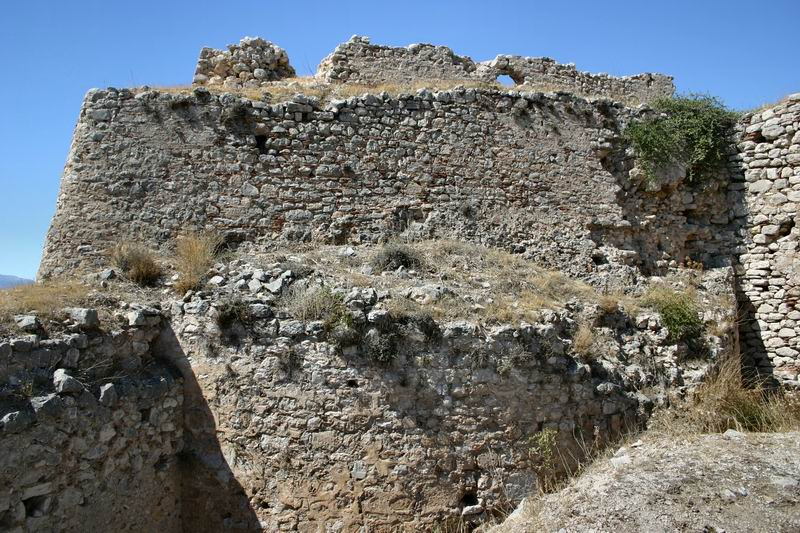
Венеційський бастіон
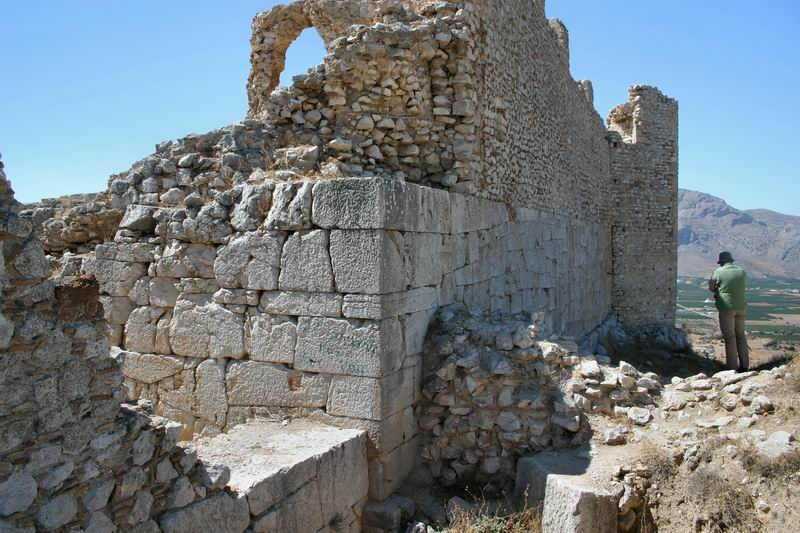
Частина елліністичного укріплення
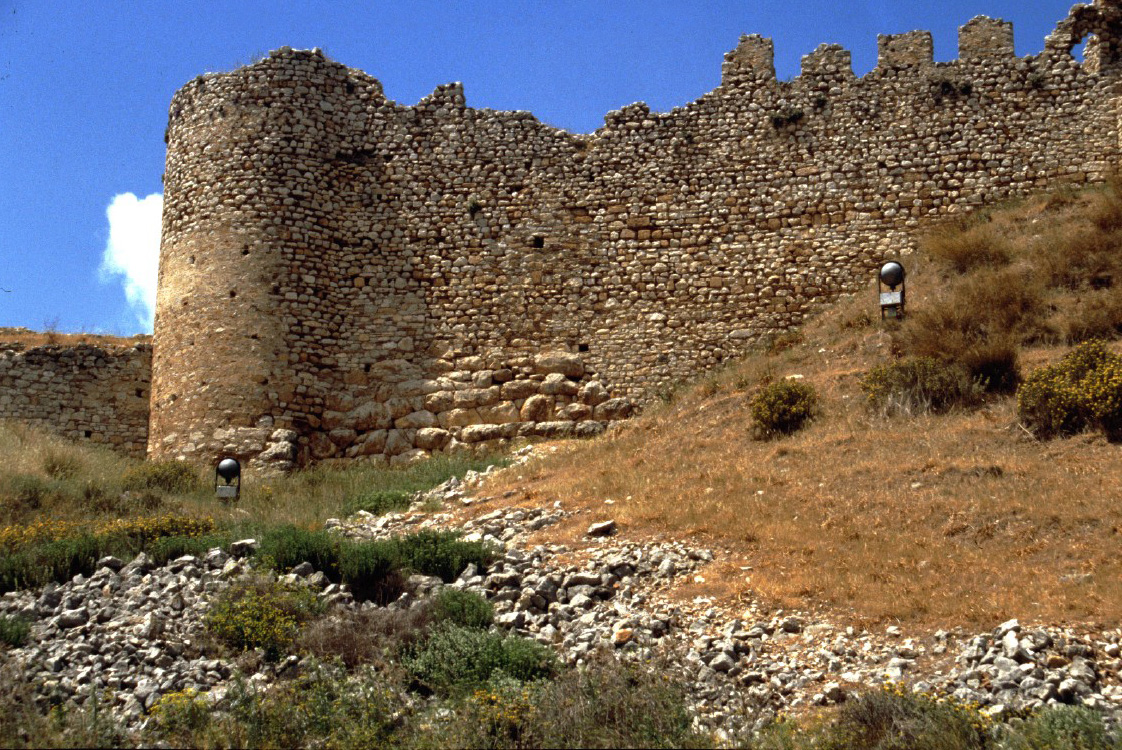
Фрагмент укріплення франкської доби
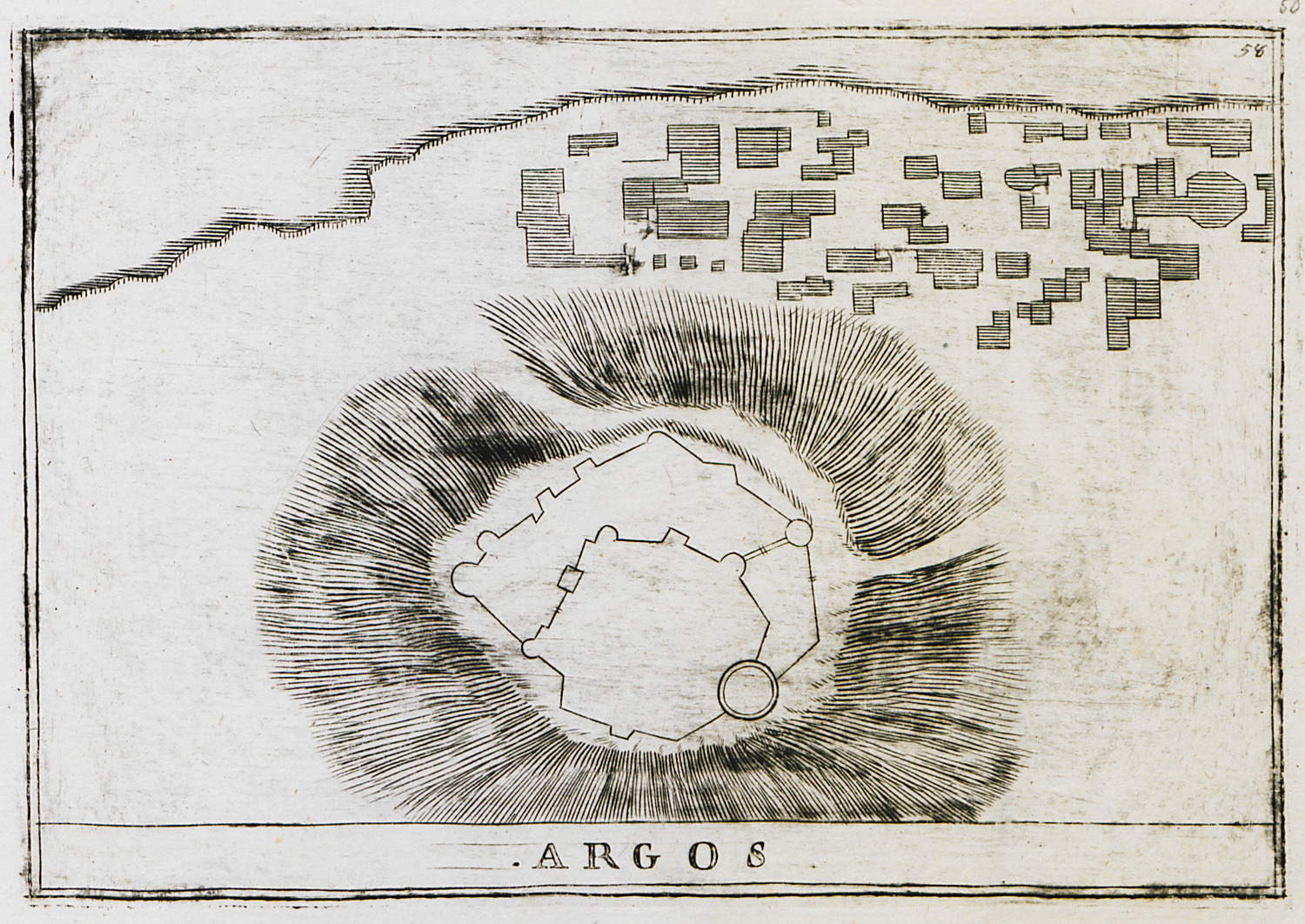
План фортеці
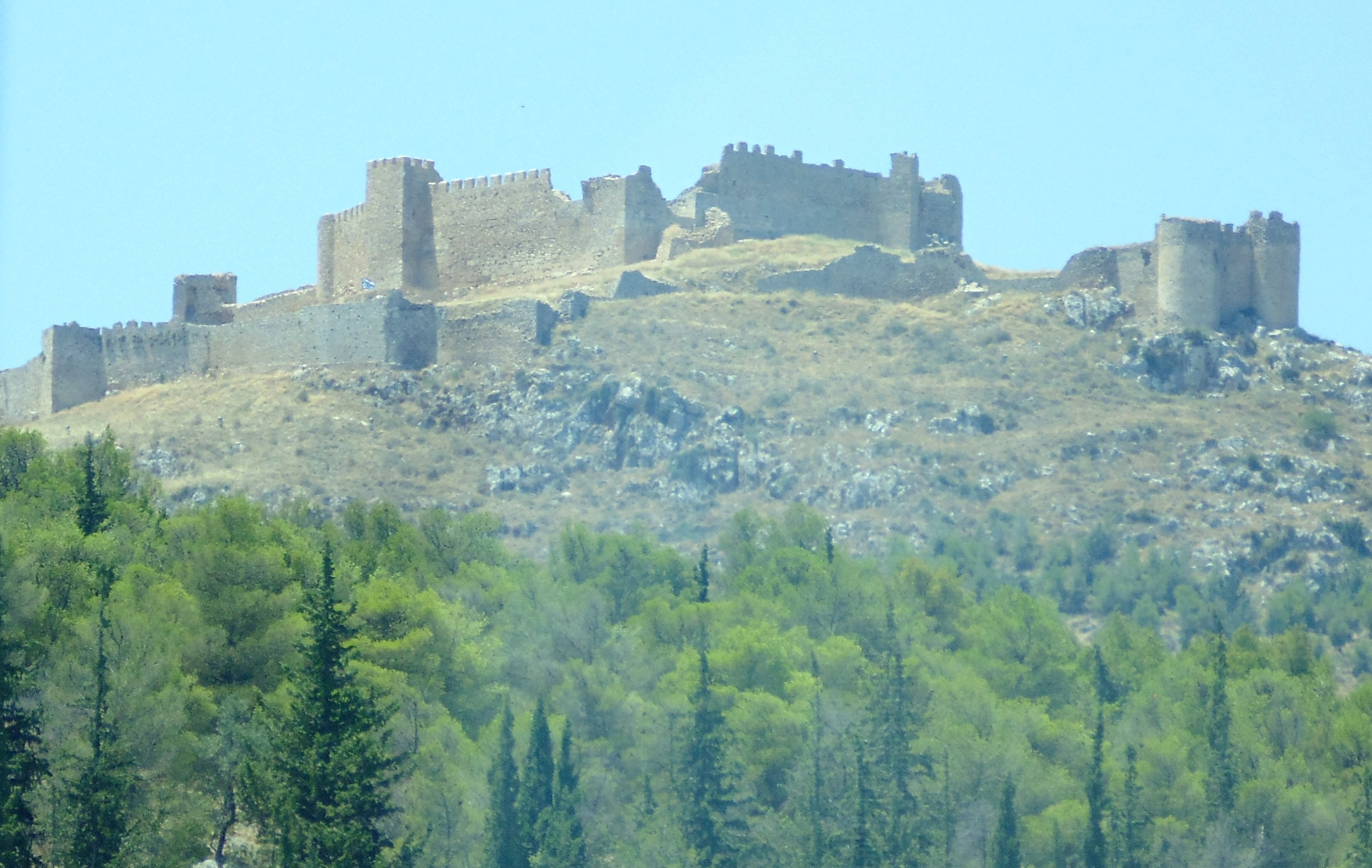
Фортеця
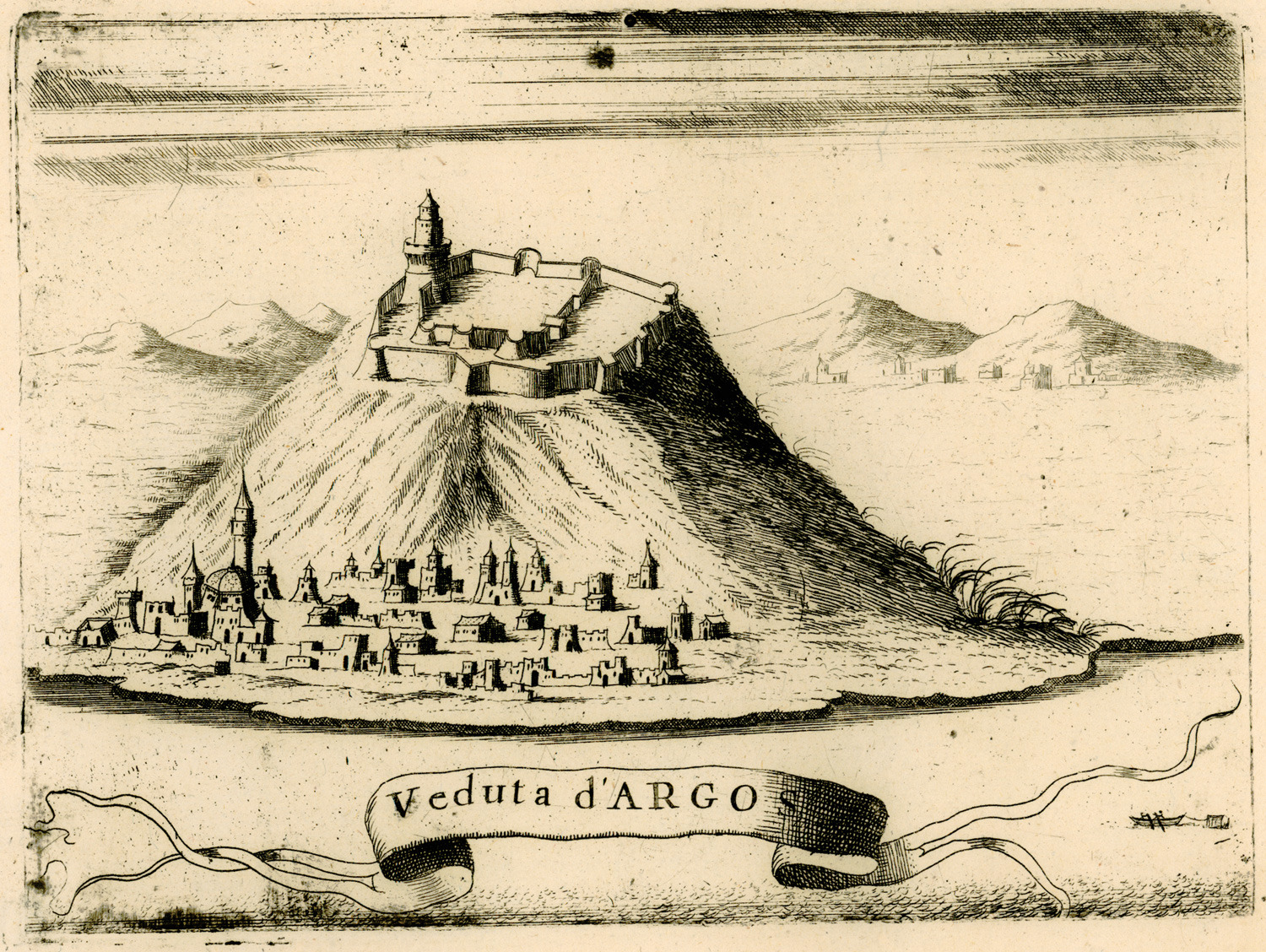
Середньовічне зображення замку